# حور أفغاني
حور أفغاني (الاسم العلمي:Populus afghanica) هي نوع نباتي يتبع جنس الحور من الفصيلة الصفصافية.  